# Didier Raboutou
Didier Raboutou (* 28. dubna 1962 Toulouse) je bývalý francouzský reprezentant ve sportovní lezení. Vítěz Sportroccia, Rock Masteru v Arcu a mistr Francie v lezení na obtížnost.
Na světových závodech bodovala jeho manželka původem ze Spojených států amerických Robyn Erbesfield (v letech 1988-1994 získali oba několik zlatých medailí na světových závodech) i děti narozené tamtéž. Dcera Brooke Raboutou v roce 2014 jako nejmladší lezec vůbec přelezla cestu obtížnosti 8c.

## Výkony a ocenění
- V roce 1995 vydal Heinz Zak knihu Rock Stars, kde je mezi nejlepšími skalními lezci světa mezi sedmnácti francouzskými lezci.

### Závodní výsledky
| Sportroccia | Sportroccia | Sportroccia |
| Rok         | 1988        | 1989        |
| ----------- | ----------- | ----------- |
| Obtížnost   | 1           | 3           |

| Arco Rock Master | Arco Rock Master | Arco Rock Master |
| Rok              | 1989             | 1992             |
| ---------------- | ---------------- | ---------------- |
| Obtížnost        | 1                | 3                |

| Mistrovství světa | Mistrovství světa |
| Rok               | 1991              |
| ----------------- | ----------------- |
| Obtížnost         | 6                 |

| Světový pohár | Světový pohár | Světový pohár | Světový pohár |
| Rok           | 1989          | 1990          | 1991          |
| ------------- | ------------- | ------------- | ------------- |
| Obtížnost     | 2             | 5             | 5             |
| jednotlivě*   | 6,-,,,-,      | -,,-,-,,-     | -,-,8,7,,10   |

* pozn.: nalevo jsou poslední závody v roce
| Mistrovství Francie | Mistrovství Francie |
| Rok                 | 1990                |
| ------------------- | ------------------- |
| Obtížnost           | 1                   |